# Craterellus tubaeformis
Chanterelle en tube
Pour les articles homonymes, voir Chanterelle (homonymie).
Espèce
Craterellus tubaeformis, auparavant Cantharellus tubaeformis, la chanterelle en tube, parfois appelée trompette chanterelle, chanterelle grise, girolle grise, chanterelle d'automne ou encore craterelle, est une espèce de champignons basidiomycètes comestibles de l'hémisphère nord  du  genre Craterellus dans la famille des Cantharellaceae.

## Description

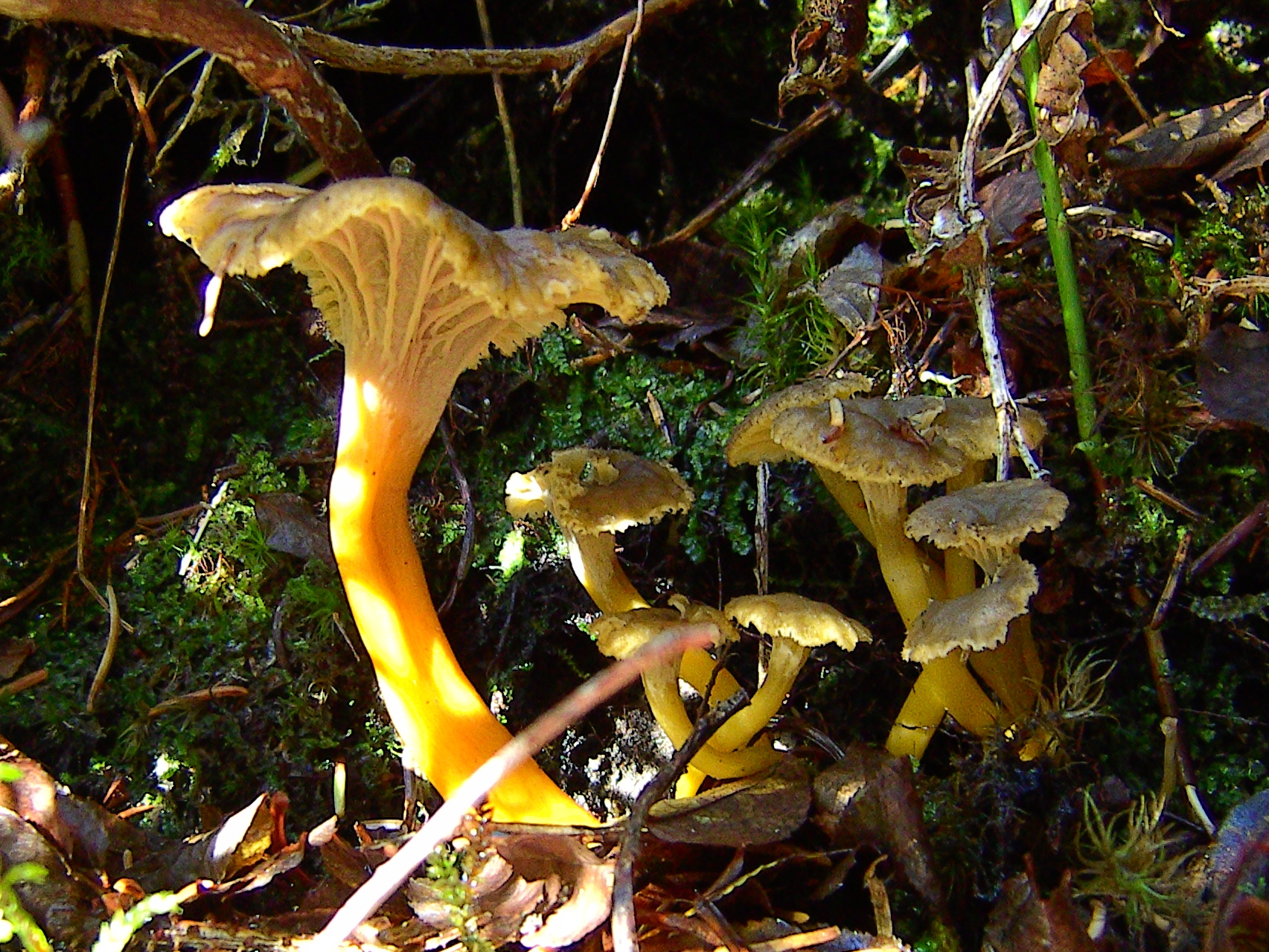
Craterellus tubaeformis, sous-bois de l'hémisphère nord

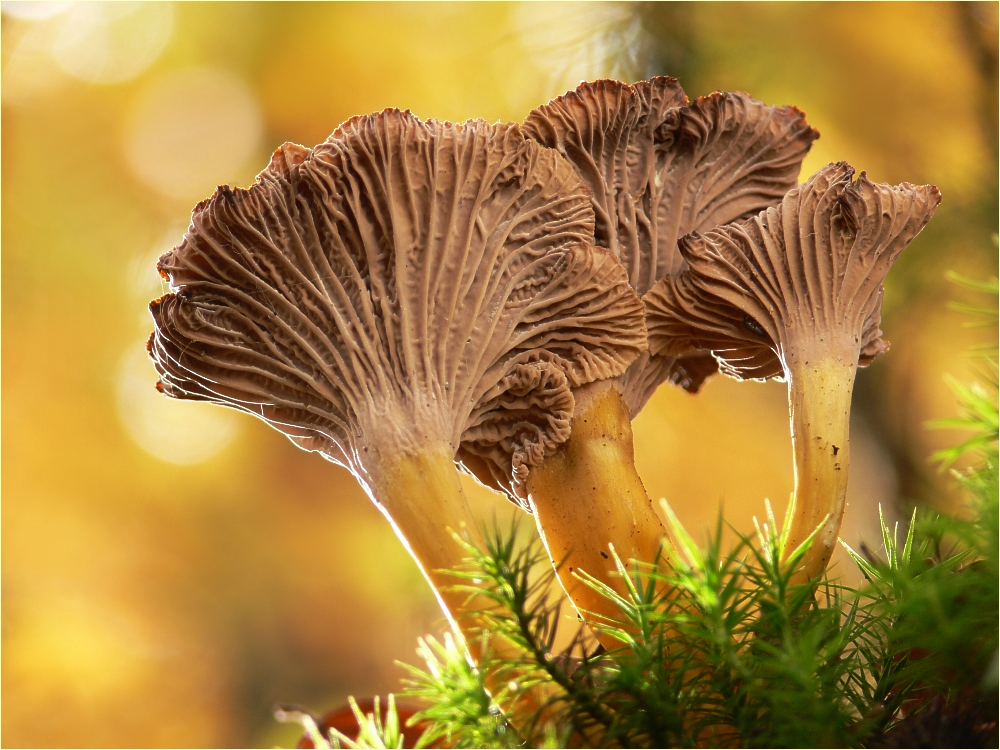
Plis grisés lamelliformes ramifiés et interveinés de l'hyménium, décurrents sur le pied

Petit champignon (3–12 cm) dont le chapeau (3–7 cm) est convexe sur les sujets jeunes, mais qui devient rapidement déprimé, puis en entonnoir. Il est souvent percé en son centre d’un trou communiquant avec l’intérieur du pied. Sa couleur varie du brun au fauve avec des nuances grisâtres. La marge du chapeau est enroulée chez les sujets jeunes, sinueuse sur les plus âgés. Le pied, de couleur jaune vif est relativement long et mince, flexueux et surtout creux. Le dessous du chapeau ne comporte pas de lamelles, mais des plis de couleur jaune ou gris argenté, fourchus près des bords, plus ou moins décurrents le long du pied,.

## Habitat
La chanterelle en tube pousse en groupes (souvent en lignes, parfois en cercles) dans les bois feuillus ou mixtes, parfois sous les résineux. Le sporophore apparait en milieu et fin d'automne jusqu'aux premières gelées sur la mousse et la litière, souvent à proximité de bois très pourri et dans des conditions très humides. C'est un champignon saprophyte,.
On le retrouve partout en France.

## Utilisation culinaire
Utilisable à l'état frais ou après dessiccation, la chanterelle en tube est un comestible recherché. Elle est vendue fraîche jusqu'au début de l'hiver sous l'appellation « chanterelle » ou « chanterelle grise ». Elle peut être surgelée et est excellente déshydratée. Il suffit alors de la tremper 30 minutes dans de l'eau tiède ou dans du lait avant de l'utiliser en cuisine. Elle ne perd rien de ses qualités gustatives.
L'espèce fait partie des plus touchées par les contaminations de césium 137 à la suite de l'accident de Tchernobyl. Ces dernières, néanmoins, ne dépassent pas la limite admissible, donnée par les normes Européennes de contamination au césium 137,.

## Espèces proches et confusions possibles

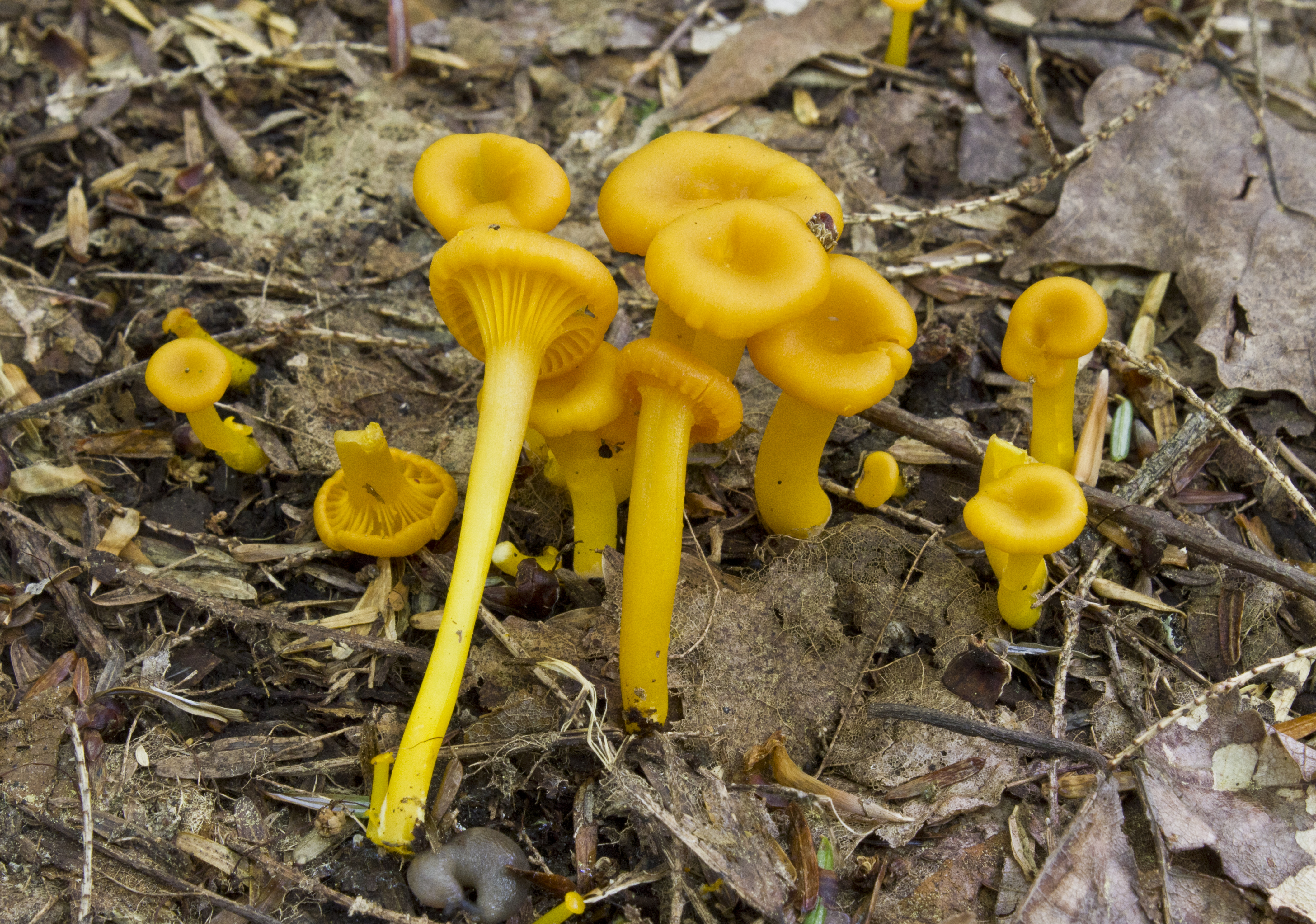
Hygrocybe nitida, parfois confondu avec la Craterelle en Amérique du Nord

Il existe une variété lutescens, dont l'hyménophore est plus jaune, et aussi, de manière distincte, une espèce proche nommée Craterellus lutescens au pied jaune d'or et aux plis moins nets (état intermédiaire entre les chanterelles et les craterelles). L'une comme l'autre sont d'excellents comestibles,.
Toutes ces chanterelles brunes, grises ou jaunes présentent peu de risques de confusion avec des espèces vénéneuses à condition de bien observer leur pied creux et leur hyménium plissé,.

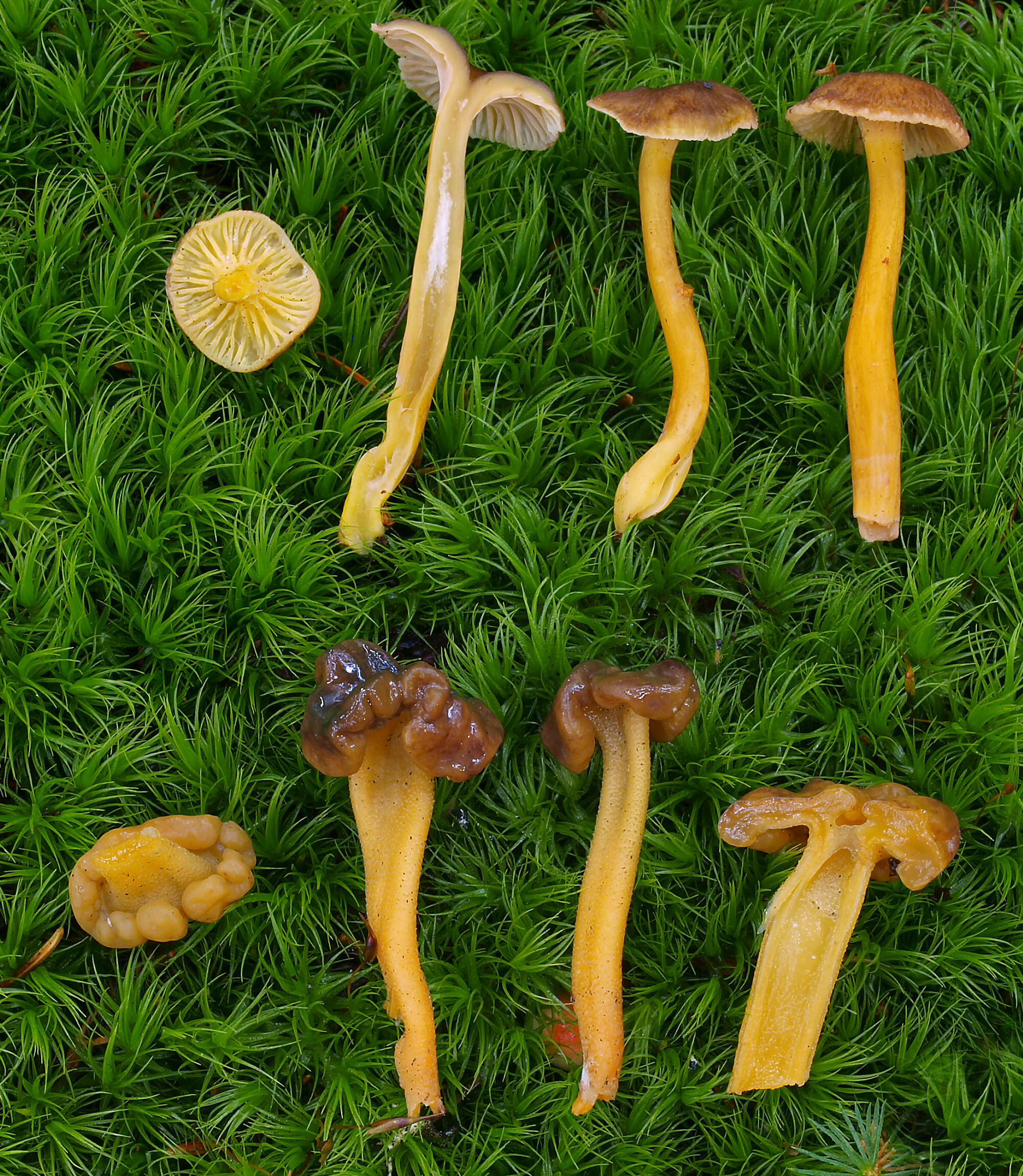
Craterellus tubaeformis (en haut) en comparaison avec la toxique Leotia lubrica (en bas)

Il est toutefois possible de confondre au premier abord Craterellus tubaeformis avec Leotia lubrica qui est considérée comme toxique. En effet, proche de la Gyromitre, elle contient de fortes quantités d'hydrocarbures toxiques. La Chanterelle en tube et la Léotie lubrique fréquentent les mêmes milieux et poussent durant les périodes très arrosées mais le doute peut facilement être dissipé en observant l'absence de plis et la texture gélatineuse de la Léotie lubrique,.

## Taxonomie

### Nom valide
- Craterellus tubaeformis (Fr.) Quél. 1888[10],[9].
- Cantharellus tubaeformis Fr. 1821 - basionyme

### Synonymes
Selon Index Fungorum  :
- Agaricus aurora Batsch 1783
- Agaricus cantharelloides Bull. 1792
- Agaricus cantharelloides Sowerby 1797
- Cantharellus aurora (Batsch) Kuyper 1991
- Cantharellus cantharelloides Quél. 1895
- Cantharellus infundibuliformis (Scop.) Fr. 1838me)
- Cantharellus infundibuliformis var. subramosus Bres. 1881
- Cantharellus infundibuliformis var. tubiformis (Schaeff.) Maire 1933
- Cantharellus lutescens Fr. 1821
- Cantharellus lutescens f. lutescens Fr. 1821
- Cantharellus lutescens var. lutescens Fr. 1821
- Cantharellus tubaeformis Fr. 1821
- Cantharellus tubaeformis var. lutescens Fr. 1838
- Cantharellus tubaeformis var. subramosus (Bres.) Cetto 1987
- Cantharellus tubaeformis var. tubaeformis Fr. 1821
- Cantharellus xanthopus (Pers.) Duby 1830
- Craterellus lutescens (Fr.) Fr. 1838
- Helvella cantharelloides Bull. 1790
- Helvella tubaeformis (synonyme)
- Helvella tubaeformis (Schäffer 1763[12][réf. incomplète])
- Merulius cantharelloides (Bull.) J.F. Gmel. 1792
- Merulius fuligineus Pers. 1801
- Merulius fuligineus var. fuligineus Pers. 1801
- Merulius hydrolips var. fuligineus (Pers.) Mérat 1821
- Merulius infundibuliformis Scop. 1772
- Merulius lutescens Pers. 1801
- Merulius tubaeformis (Schaeff.) Pers. 1800
- Merulius tubiformis var. lutescens (Pers.) Pers. 1825
- Merulius xanthopus Pers. 1825
- Peziza undulata Bolton 1790
- Trombetta lutescens (Pers.) Kuntze 1891